# Yugur
Yugur (chiń. 裕固族, Yùgù Zú) – oficjalnie uznana mniejszość narodowa w Chińskiej Republice Ludowej. Zamieszkuje prowincję Gansu (głównie – ok. 90% – Autonomiczny Powiat Yugurów Sunan). Według spisu z 1990 r. liczyła ok. 13 tys. członków.
Wywodzą się od Ujgurów, którzy w IX w. oddzielili się pod naporem Kirgizów i przenieśli na teren korytarza Gansu. Znani jako Ujgurzy Hexi dostali się pod panowanie królestw tybetańskich, tanguckiego państwa Xixia, imperium mongolskiego i wreszcie chińskich dynastii Ming i Qing. W wieku XVI wycofali się za Wielki Mur, aby uniknąć ataków ze strony państwa turfańskiego. W tym czasie wykształcili już swoją odrębność kulturową, w procesie, który trwał od połowy XI w. Pod wpływem tybetańskim przyjęli buddyzm lamaistyczny, choć dawne wierzenia szamanistyczne są wciąż praktykowane (zaginęło natomiast gnostyckie chrześcijaństwo). Tradycyjnie podzieleni byli na dziewięć plemion, każde z dziedzicznymi przywódcą i jego zastępcą. Siedem z tych plemion było dodatkowo rządzonych przez „wielkiego wodza” (datomu). Przywódcy byli odpowiedzialni za zbieranie podatków płaconych państwu chińskiemu. Ziemie należały do plemienia, czasem do bogatego rodu lub lokalnego klasztoru buddyjskiego (każde z plemion miało własny klasztor).
W większości są nomadycznymi pasterzami. Na wyżej położonych terenach hodują jaki, konie i kozy, na niższych – bawoły chińskie i owce. Grupy mieszkające wokół Huangnibao są rolnikami.
Yugurowie mówią dwoma językami, należącymi do różnych grup językowych w obrębie rodziny ałtajskiej. Zachodni język yugurski (nazwa własna: yohur) należy do wschodniej grupy języków tureckich, wraz z ujgurskim i uzbeckim; mówi nim ok. 2600 osób. Wschodni język yugurski (enger) klasyfikowany jest jako mongolski, z grupy wschodniej, mongorskiej (podobnie jak santyjski czy mongorski); mówi nim ok. 3000 osób. Ze względu na zupełną niezrozumiałość języków między sobą, obie grupy Yugurów zgłaszały chęć rejestracji jako osobne mniejszości, ale ze względu na podobny styl życia i niewielką liczebność, władze ChRL zdecydowały o zaklasyfikowaniu ich jako jedną narodowość. Większość Yugurów mówi też po chińsku, który służy jako lingua franca.